# Holy War
Holy War è il secondo album in studio del gruppo power metal svedese Dragonland, pubblicato nel 2002.

## Tracce
1. Hundred Years Have Passed – 2:24
2. Majesty of the Mithril Mountains – 5:29
3. Through Elven Woods and Dwarven Mines – 5:32
4. Holy War – 6:48
5. Calm Before the Storm – 4:53
6. The Return to the Ivory Plains – 6:05
7. Forever Walking Alone – 4:55
8. Blazing Hate – 5:25
9. A Thousand Points of Light – 6:02
10. One with All – 4:24

## Formazione
- Olof Mörck - chitarre
- Jonas Heidgert - voce, batteria
- Nicklas Magnusson - chitarre
- Elias Holmlid - tastiere, sintetizzatori
- Christer Pedersen - basso